# Hải Tây Nữ Chân

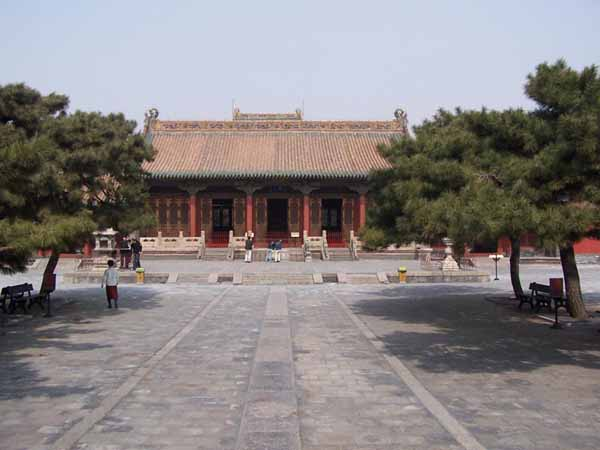
Mukden palace Chongzheng Hall 01

Hải Tây Nữ Chân (tiếng Trung: 海西女真) là một trong tam đại bộ của người Nữ Chân, chủ yếu phân bố tại Hải Tây (nay là đông Tùng Hoa Giang) đến Hắc Long Giang.
Người thuộc Hải Tây Nữ Chân là Diệc Thất Cáp (亦失哈) hay còn gọi là Diệc Tín (亦信). Năm Vĩnh Lạc thứ 9 (1411) đến năm Tuyên Đức thứ 8 (1433), nhiều lần thụ mệnh làm khâm sai, xuất sứ đến Nô Nhi Can (nay là khu vực hạ du Hắc Long Giang), thiết lập đô ti. Năm Vĩnh Lạc thứ 11 và Tuyên Đức thứ 8, tại khu vực Nô Nhi Can đô ti đã cho kiến thiết và trùng kiến Vĩnh Ninh tự. Cả hai lần, đều dựng lên một bia ở trước, trước ghi "Vĩnh Ninh tự ký", sau ghi "Trùng kiến Vĩnh Ninh tự ký".
Sau này, các vệ sở Hải Tây phát triển thành tứ bộ: Diệp Hách (葉赫), Cáp Đạt (哈達), Ô Lạp (烏拉) và Huy Phát (辉发). Do bị Đông Hải Nữ Chân xâm nhiễu nên vào khoảng năm Gia Tĩnh, tứ bộ Hải Tây Nữ Chân đã di cư về phía nam, tản cư tại lưu vực Huy Phát Hà ở phía bắc Khai Nguyên ngày nay. Cuối cùng, Hải Tây Nữ Chân bị Nỗ Nhĩ Cáp Xích của Kiến Châu Nữ Chân thôn tính.